# Karl Georg Friedrich von Flemming
Karl Georg Friedrich, hrabia von Flemming (ur. 17 listopada 1705 w zamku Lichtenwalde, Saksonia; zm. 19 sierpnia 1767 w Dreźnie) – saski dyplomata i polityk, generał lejtnant wojsk koronnych, starosta gniewski.

## Życiorys
Był synem pruskiego radcy stanu Feliksa Friedricha von Flemminga i młodszym bratem polskiego generała Jerzego Detloffa Flemminga. Po studiach był saskim wysłannikiem do Turynu, Londynu i Wiednia. Potem był polskim generałem. Otrzymał także starostwo niegrodowe gniewskie.
Gdy upadł minister Henryk Brühl w roku 1763, Flemming został saskim MSZ (Kabinettsminister des Auswärtigen). Był też odpowiedzialny za infrastrukturę wojskową.
Poślubił Henriettę (Karolinę Henrykę), księżnę Lubomirską (ur. ok. 1726), wnuczkę Hieronima Augustyna Lubomirskiego. Jego synem był miecznik wielki Jan Henryk Józef Jerzy Flemming.
W 1760 odznaczony Orderem Orła Białego.

## Literatura
- Robert Becker, Eduard Frey: Chronik für den Amtsbezirk Crossen a. E. Verlag Robert Frey, Crossen o.J. (um 1897).
- Günther Meinert: Carl Georg Friedrich Graf von Flemming. In: NDB Neue Deutsche Biographie; Band 5, Seite 240 & Band 9, Seite 81.